# Ikuma Sekigawa
Ikuma Sekigawa (関川 郁万 Sekigawa Ikuma?), född 13 september 2000 i Tokyo prefektur, är en japansk fotbollsspelare.
Sekigawa började sin karriär 2019 i Kashima Antlers.